# Mélusine Mayance

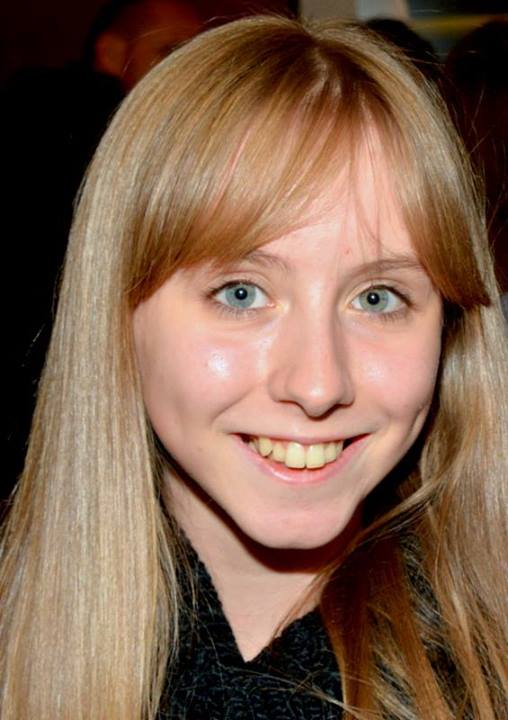
Mélusine Mayance (2013)

Mélusine Mayance (* 21. März 1999 in Paris) ist eine französische Filmschauspielerin, die als Kinderdarstellerin aktiv war.

## Leben und Karriere
Mélusine Mayance  wurde mit einer Reihe von Kinderrollen bekannt. So spielte sie Tochter „Lisa“ in Ricky – Wunder geschehen, die junge „Sarah“ in Sarahs Schlüssel oder „Lisbeth“ in der Literaturverfilmung Michael Kohlhaas. Anschließend war Mayance in den Filmen Spieglein an der Wand und Brotherhood of Tears – Die letzte Lieferung zu sehen. 2017 wurde sie für den Film Maximilian – Das Spiel von Macht und Liebe gecastet. Insgesamt wirkte sie in 13 Film- und Fernsehproduktionen mit.

## Filmografie (Auswahl)
- 2009: Ricky – Wunder geschehen (Ricky)
- 2009: Vive les vacances! (Fernsehserie, 6 Folgen)
- 2010: Sarahs Schlüssel (Elle s’appelait Sarah )
- 2012: Spieglein an der Wand (Miroir mon amour)
- 2013: Michael Kohlhaas
- 2013: Große Jungs – Forever Young (Les Gamins)
- 2013: Brotherhood of Tears – Die letzte Lieferung (La confrérie des larmes)
- 2017: Maximilian – Das Spiel von Macht und Liebe